# 第72回全国高等学校ラグビーフットボール大会
第72回全国高等学校ラグビーフットボール大会（だい72かいぜんこくこうとうがっこうラグビーフットボールたいかい）は、1992年12月から1993年1月まで近鉄花園ラグビー場にて行われた、全国高校ラグビー選手権である。優勝は京都府の伏見工業高校（2回目）。

## 概要

### ルール変更
本大会より、トライが4点から5点に変更された。

## 出場校
※マークはシード校
北海道
- 北北海道代表 - 北見北斗 （11年連続27回目）
- 南北海道代表 - 函館大有斗 （6年ぶり6回目）

東北
- 青森県代表 - 青森北※ （2年ぶり2回目）
- 岩手県代表 - 黒沢尻工 （3年ぶり22回目）
- 宮城県代表 - 石巻工 （4年ぶり8回目）
- 秋田県代表 - 男鹿工※ （4年ぶり2回目）
- 山形県代表 - 山形中央 （2年ぶり2回目）
- 福島県代表 - 磐城 （2年連続10回目）

関東
- 茨城県代表 - 茗溪学園 （2年連続7回目）
- 栃木県代表 - 作新学院 （8年連続10回目）
- 群馬県代表 - 東農大二※ （8年連続9回目）
- 埼玉県代表 - 行田工※ （2年ぶり6回目）
- 千葉県代表 - 流経大柏 （初出場）
- 東京都第一代表 - 本郷※ （2年ぶり5回目）
- 東京都第二代表 - 国学院久我山※ （2年連続18回目）
- 神奈川県代表 - 相模台工 （3年連続13回目）
- 山梨県代表 - 日川※ （15年連続24回目）

北信越
- 新潟県代表 - 巻 （3年ぶり3回目）
- 長野県代表 - 岡谷工 （9年連続9回目）
- 富山県代表 - 砺波 （2年連続9回目）
- 石川県代表 - 羽咋工 （3年連続15回目）
- 福井県代表 - 若狭東 （11年連続16回目）

東海
- 静岡県代表 - 東海大工 （2年連続2回目）
- 愛知県代表 - 西陵商 （6年連続25回目）
- 岐阜県代表 - 関商工 （2年ぶり16回目）
- 三重県代表 - 四日市農芸 （2年連続2回目）

近畿
- 滋賀県代表 - 八幡工 （5年連続11回目）
- 京都府代表 - 伏見工※ （5年ぶり7回目）
- 大阪府第一代表 - 啓光学園※ （2年連続5回目）
- 大阪府第二代表 - 東海大仰星※ （初出場）
- 大阪府第三代表 - 大阪工大高※ （3年連続18回目）
- 兵庫県代表 - 報徳学園 （5年連続23回目）
- 奈良県代表 - 天理※ （7年連続48回目）
- 和歌山県代表 - 和歌山工 （3年ぶり10回目）

中国
- 鳥取県代表 - 米子工 （7年ぶり4回目）
- 島根県代表 - 江の川 （2年連続2回目）
- 岡山県代表 - 津山工 （6年連続12回目）
- 広島県代表 - 福山誠之館 （36年ぶり2回目）
- 山口県代表 - 萩工 （2年連続6回目）

四国
- 徳島県代表 - 城北 （初出場）
- 香川県代表 - 坂出工 （2年連続9回目）
- 愛媛県代表 - 松山商 （21年ぶり5回目）
- 高知県代表 - 高知商 （2年連続2回目）

九州・沖縄
- 福岡県代表 - 東福岡 （2年ぶり5回目）
- 佐賀県代表 - 佐賀工 （11年連続21回目）
- 長崎県代表 - 諫早農 （2年ぶり14回目）
- 熊本県代表 - 熊本 （3年ぶり2回目）
- 大分県代表 - 大分舞鶴 （7年連続31回目）
- 宮崎県代表 - 都城※ （4年連続7回目）
- 鹿児島県代表 - 鹿児島実 （3年ぶり4回目）
- 沖縄県代表 - 宜野座 （初出場）

## 試合時間
※全試合30分ハーフで行う。同点で終了した場合は1.トライ数2.ゴール数3.抽選の順にて次回出場校を決める。

## 試合

### 1回戦
- 東福岡 25 - 6 砺波
- 報徳学園 28 - 22 函館大有斗
- 西陵商 29 - 10 城北
- 相模台工 46 - 3 米子工
- 巻 65 - 0 坂出工
- 関商工 29 - 14 鹿児島実
- 黒沢尻工 22 - 0 諫早農
- 山形中央 15 - 8 福山誠之館
- 熊本 10 - 8 作新学院
- 岡谷工 22 - 3 江の川

- 流経大柏 8 - 3 八幡工
- 佐賀工 10 - 0 若狭東
- 磐城 66 - 5 和歌山工
- 四日市農芸 59 - 5 高知商
- 松山商 27 - 19 羽咋工
- 北見北斗 7 - 3 萩工
- 宜野座 26 - 13 東海大工
- 茗溪学園 56 - 6 津山工
- 大分舞鶴 37 - 10 石巻工

### 2回戦
- 東農大二 22 - 17 東福岡
- 西陵商 10 - 6 報徳学園
- 相模台工 20 - 20 行田工
- 東海大仰星 24 - 0 巻
- 本郷 20 - 12 関商工
- 天理 26 - 3 黒沢尻工
- 男鹿工 34 - 3 山形中央
- 啓光学園 8 - 3 熊本

- 国学院久我山 34 - 7 岡谷工
- 流経大柏 12 - 11 佐賀工
- 青森北 33 - 13 磐城
- 伏見工 55 - 0 四日市農芸
- 日川 30 - 8 松山商
- 都城 18 - 7 北見北斗
- 茗溪学園 74 - 3 宜野座
- 大阪工大高 41 - 12 大分舞鶴

### 3回戦
- 東農大二 38 - 8 西陵商
- 東海大仰星 11 - 10 相模台工
- 本郷 30 - 30 天理
- 啓光学園 22 - 21 男鹿工

- 流経大柏 20 - 12 国学院久我山
- 伏見工 38 - 15 青森北
- 日川 31 - 12 都城
- 茗溪学園 36 - 27 大阪工大高

### 準々決勝
- 東農大二 26 - 8 東海大仰星
- 啓光学園 20 - 13 本郷

- 伏見工 19 - 18 流経大柏
- 日川 17 - 15 茗溪学園

### 準決勝
- 啓光学園 8 - 8 東農大二
- 伏見工 22 - 20 日川

### 決勝
- 伏見工（12年ぶり2回目） 15 - 10 啓光学園

## 関連試合

### 第16回高校東西対抗試合
- 大会で特に活躍した選手を選抜した上で東西に分かれて行ういわば高校ラグビー版オールスターゲームである。

東軍監督伊藤薫、西軍監督一ノ宮博幸、1993年1月15日 国立競技場 試合結果西軍 34-19 東軍